# Joseph P. Kennedy Jr.
Joseph Patrick „Joe“ Kennedy Jr. (25. července 1915 – 12. srpna 1944) byl poručík Námořnictva Spojených států a bratr Johna F. Kennedyho. Narodil se jako nejstarší z devíti dětí Rose Fitzgerald Kennedyové a Josephu Kennedymu.

## Vzdělání
Kennedy se narodil v Massachusetts. Nejprve navštěvoval školu Dexter v Brooklinu v Massachusetts se svým bratrem Johnem. V roce 1933 absolvoval Choate School ve Wallingfordu v Connecticutu a posléze i Harvard v Cambridge v roce 1938. Kennedy poté strávil jeden rok pod vedením Harolda Laskiho na London School of Economics, předtím, než se zapsal na Harvardskou právnickou školu.

## Vojenská služba a smrt
Kennedy odešel před posledním ročníkem z právnické školy na Harvardu, aby se 24. června 1941 přihlásil do amerických námořních rezerv. Po splnění 25 ostrých leteckých akcí jako pilot hlídkových letounů námořních perutí VP-203 a VB-110, operujících proti nacistickým ponorkám v Atlantiku, měl možnost vrátit se do USA. Přihlásil se však jako dobrovolník na operaci Afrodita, jejímž cílem bylo zničit rozestavěné postavení německého 150mm dalekonosného děla V-3 (s délkou hlavně 127 m) u Mimoyecques rádiově řízenými bombardéry naloženými výbušninami, které měly jejich posádky po startu opustit na padácích. K akci vzlétly dva upravené bombardéry PB4Y-1 Liberator, oba zbavené veškeré zátěže a naložené trhavinami, celkem 9600 kg Torpexu a 272 kg TNT. Liberator pilotovaný Josephem P. Kennedym Jr. ještě nad Anglií explodoval. Důvodem byla pravděpodobně předčasná exploze nálože způsobená nedostatečnou izolací její roznětky od elektromagnetického vyzařování systému dálkového ovládání, ačkoliv některé starší prameny uváděly možnost zasažení stroje zbloudilou střelou.